# Action in New York
Action in New York è un videogioco sparatutto sviluppato da Natsume pubblicato nel 1990 per Nintendo Entertainment System. Distribuito in Giappone con il titolo Final Mission e in America settentrionale come S.C.A.T.: Special Cybernetic Attack Team, il titolo ha ricevuto conversioni per Nintendo 3DS, Wii e Wii U.

## Trama
Ambientato nel 2029, i protagonisti sono due membri dello S.C.A.T., Arnold e Sigourney, che devono difendere la Terra dall'attacco alieno del comandante supremo Vile Malmort.